# Slipping rib syndrome
La slipping rib syndrome (lett. "sindrome delle costole che scivolano") è una condizione in cui le cartilagini costali sono eccessivamente mobili o rotte, causando uno scivolamento della punta della cartilagine costale. Ciò provoca dolore variabile dovuto alla compressione dei nervi intercostali.
La condizione può colpire le costole false, ovvero l'ottava, la nona o la decima, con quest'ultima la più colpita.
È stata descritta per la prima volta da Edgar Ferdinand Cyriax nel 1919; tuttavia, è una condizione raramente diagnosticata.
La sindrome viene spesso chiamata anche sindrome di Cyriax o clicking rib syndrome (raramente tradotta in "sindrome della costola che schiocca").

## Sintomi

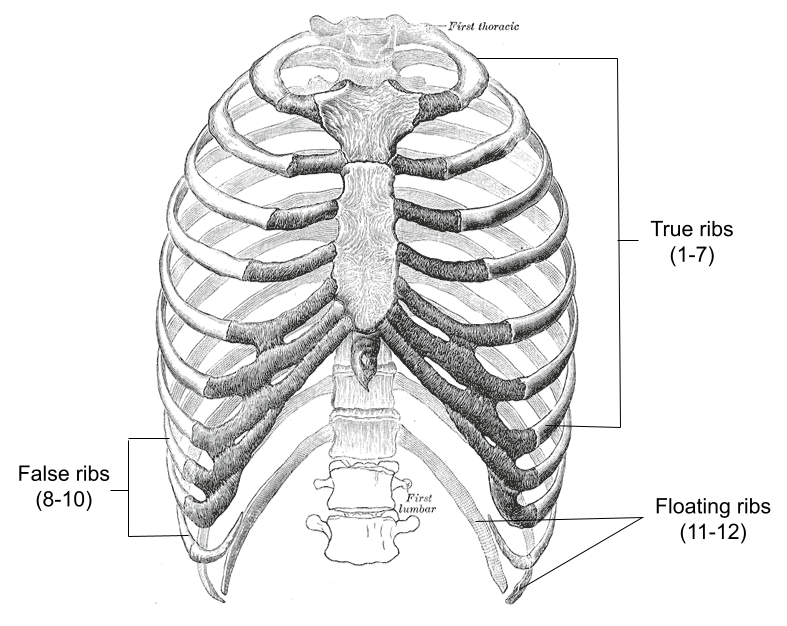
Anatomia della gabbia toracica

I sintomi della slipping rib syndrome variano e possono essere presenti solo su uno lato o in entrambi della gabbia toracica; possono inoltre coinvolgere l'addome, la schiena o entrambi. In genere, il dolore è presentato come episodico e può essere poco fastidioso o elevato a tal punto da condizionare la qualità della vita.
Uno dei sintomi più comuni è la sensazione di "click" delle costole a causa della sublussazione della cartilagine costale. Pazienti con la sindrome riportano un intenso e tagliante dolore che può irradiarsi dall'addome al dorso, e può essere riprodotto pressando le costole coinvolte. In altri individui, il dolore può essere sordo e continuo. La postura o determinati movimenti possono esacerbare i sintomi, come tossire, starnutire, alzarsi, sedersi, l'attività fisica e persino la respirazione. In alcuni casi può comportare vomito e nausea.

## Diagnosi

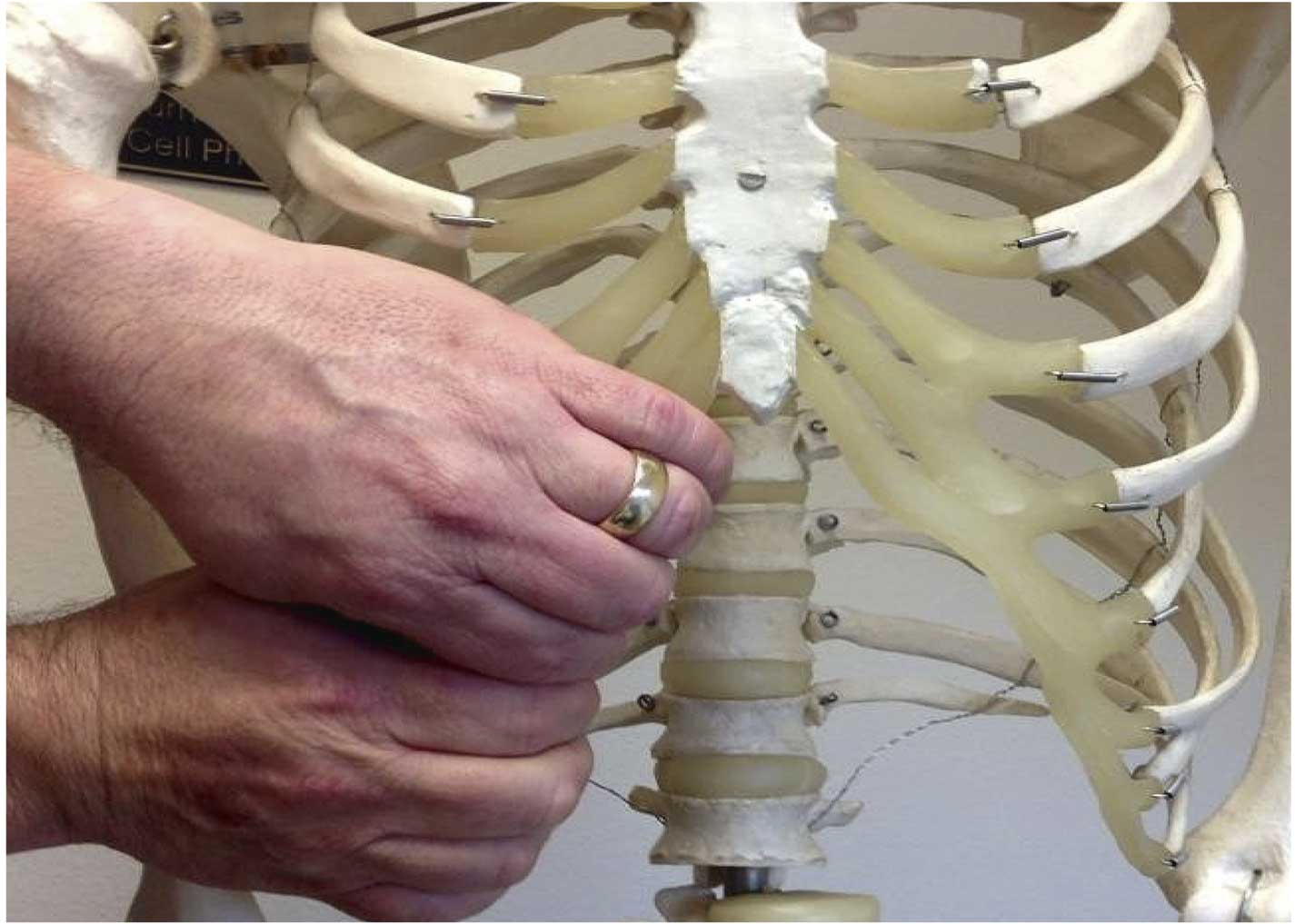
La "manovra ad uncino" eseguita su un modello di scheletro

La diagnosi è principalmente clinica. Una tecnica conosciuta come "manovra ad uncino" è comunemente usata per la diagnosi della slipping rib syndrome. Il medico porta le proprie dita sotto il margine costale, dopodiché spinge contemporaneamente verso l'esterno e verso l'altro, con un risultato positivo se si verifica il movimento o il "click" tipico o se il dolore viene replicato durante questa operazione.

## Trattamento
Le modalità di trattamento per la sindrome sono due: misure conservative o l'intervento chirurgico.

### Intervento chirurgico
Ci sono 4 tipi di procedure chirurgiche: rimozione della cartilagine costale, resezione costale, rimozione laparoscopia della cartilagine costale e stabilizzazione della costola con protesi.